# Ludella
Ludella — студійний альбом американського блюзового музиканта Джиммі Роджерса, випущений 1990 року лейблом Antone's. 1991 року він здобув нагороду Annual Blues Awards.

## Про альбом
Альбом записаний близько 1989 року частково на студії та під час концерту в клубі «Antone's» в Остіні, штат Техас. На студійній сесії звукозапису Роджерсу акомпанують піаніст Пайнтоп Перкінс, гармоніст Кім Вілсон, гітарист Дерек О'Браєн, басист Боб Строгер і барабанщик Тед Гарві. На концертних записах з Роджерсом грають: Перкінс (фортепіано), Вілсон (губна гармоніка), Білл Кемпбелл і Г'юберт Самлін (обидва — гітара), Келвін «Фазз» Джонс (бас-гітара), та Віллі «Біг Айз» Сміт (барабани). Альбом спродюсований Вілсоном, а виконавчим продюсером став власник лейблу Antone's і однойменного клубу Кліффорд Ентон. Матеріал платівки складається з 10 композицій і включає як інтерпретації старих хітів «Rock This House», заглавну «Ludella», «Sloppy Drunk» і «Chicago Bound» (записаних Роджерсом ще в 1950-х роках на Chess), так і кавер-версії «Monkey Face Woman» Джеймса Одена і «Got My Mojo Working» Віллі Діксона.
Платівка вийшла 1990 року на Antone's, ставши першим альбомом для гітариста на цьому лейблі. На CD-виданні 1990 року були додані ще три композиції: альтернативні дублі «Why Did You Do It?» і «You're Sweet» та «Naptown».
1991 року на 12-й церемонії нагородження Annual Blues Awards альбом здобув перемогу в категорії «Найкращий альбом традиційного блюзу».

## Реакція критиків
The Washington Post написав, що «Роджерс потрапляє тут у натхненну компанію: поєднання досвідчених ветеранів Чикаго та деяких молодих талантів з Техасу, зокрема гармоніста Кіма Вілсона та гітариста Дерека О'Браєна. Вілсон, фактично, спродюсував альбом, який є сумішшю студійних і концертних треків, а також альтернативних дублів і представляє Роджерса та його гостей (включно з колегою-гітаристом — легендарним Г'юбертом Самліном) у різноманітній, але незмінно приємній обстановці.»
Оглядач AllMusic Білл Даль в своїй рецензії поставив Ludella оцінку 4 з 5, написавши, що це «один із найпоширеніших записів у величезному каталозі альбомів Роджерса. Поєднуючи студійні композиції із концертними виступами, цей сет дедалі нагадує минуле з чудовими інтерпретаціями «Rock This House», «Ludella», «Sloppy Drunk» і «Chicago Bound». Кім Вілсон є гідним послідовником Літтл Волтера на гармоніці, тоді як басист Боб Строгер і барабанщик Тед Гарві створюють м'який грув, акомпануючи видатному блюзмену.»

## Список композицій
| Сторона А | Сторона А                        | Сторона А      | Сторона А  |
| #         | Назва                            | Автор          | Тривалість |
| --------- | -------------------------------- | -------------- | ---------- |
| 1.        | «You're Sweet» (концертна)       | Джиммі Роджерс | 3:46       |
| 2.        | «Rock This House»                | Джиммі Роджерс | 4:30       |
| 3.        | «Can't Sleep for Worrying»       | Джиммі Роджерс | 3:48       |
| 4.        | «Why Did You Do It?» (концертна) | Джиммі Роджерс | 4:47       |
| 5.        | «Sloppy Drunk» (концертна)       | Джиммі Роджерс | 4:54       |

| Сторона В | Сторона В                        | Сторона В      | Сторона В  |
| #         | Назва                            | Автор          | Тривалість |
| --------- | -------------------------------- | -------------- | ---------- |
| 1.        | «Gold Tailed Bird»               | Джиммі Роджерс | 5:10       |
| 2.        | «Chicago Bound»                  | Джиммі Роджерс | 3:34       |
| 3.        | «Monkey Faced Woman» (концертна) | Джеймс Оден    | 3:03       |
| 4.        | «Ludella»                        | Джиммі Роджерс | 3:23       |
| 5.        | «Got My Mojo Working»            | Віллі Діксон   | 4:36       |

| Бонус-треки на CD перевиданні Antone's ANT CD0012 | Бонус-треки на CD перевиданні Antone's ANT CD0012 | Бонус-треки на CD перевиданні Antone's ANT CD0012 | Бонус-треки на CD перевиданні Antone's ANT CD0012 |
| #                                                 | Назва                                             | Автор                                             | Тривалість                                        |
| ------------------------------------------------- | ------------------------------------------------- | ------------------------------------------------- | ------------------------------------------------- |
| 1.                                                | «Why Did You Do It?»                              | Джиммі Роджерс                                    | 4:02                                              |
| 2.                                                | «You're Sweet»                                    | Джиммі Роджерс                                    | 4:00                                              |
| 3.                                                | «Naptown»                                         | Джиммі Роджерс                                    | 2:39                                              |

## Учасники запису
- Джиммі Роджерс — вокал, гітара
- Кім Вілсон — губна гармоніка
- Білл Кемпбелл, Г'юберт Самлін (обидва — A1, A4, A5, B3), Дерек О'Браєн (А2, А3, B1, B2, B4, B5) — гітара
- Пайнтоп Перкінс — фортепіано
- Боб Строгер (А2, А3, B1, B2, B4, B5), Келвін «Фазз» Джонс (A1, A4, A5, B3) — бас-гітара
- Тед Гарві (А2, А3, B1, B2, B4, B5), Віллі «Біг Айз» Сміт (A1, A4, A5, B3) — ударні

Технічний персонал
- Кім Вілсон — продюсери
- Кліффорд Ентон — виконавчий продюсер
- Дерек О'Браєн — асистент продюсера
- Арт Нарум — арт-директор
- Дерек О'Браєн, Кім Вілсон, Малкольм Гарпер — змішування
- Марк Гуерра — фотографія
- Девід Вайтіз — текст до платівки